# Diploprora championii
Diploprora championii är en orkidéart som först beskrevs av John Lindley, och fick sitt nu gällande namn av Joseph Dalton Hooker. Diploprora championii ingår i släktet Diploprora och familjen orkidéer. Inga underarter finns listade i Catalogue of Life.